# TV Globo São Paulo
TV Globo São Paulo é uma emissora de televisão brasileira sediada em São Paulo, capital do estado de mesmo nome. Opera no canal 5 (18 UHF digital) e é uma emissora própria e cogeradora da TV Globo juntamente com a TV Globo Rio de Janeiro, sendo responsável por cobrir parte da Região Metropolitana de São Paulo e o município de Ibiúna. Seus estúdios de produção e jornalismo ficam no bairro da Vila Cordeiro, além dos escritórios comerciais e administrativos, localizados no Edifício Jornalista Roberto Marinho, na mesma quadra, e seus transmissores ficam na Torre da Globo, no alto do Edifício Trianon Corporate, no Espigão da Paulista. É a estação de televisão mais antiga em operação no Brasil.
A emissora foi inaugurada em 1952 como TV Paulista, tendo sido a segunda estação de televisão a operar em São Paulo, depois da TV Tupi. Criada pelo deputado federal Oswaldo Ortiz Monteiro em conjunto com três incorporadores, começou exibindo shows e noticiários produzidos em estúdios improvisados de um prédio residencial do bairro Consolação. Em 1955, com dificuldades devido a uma crise, teve parte de suas ações vendidas ao grupo do radialista Victor Costa, em expansão com a compra de emissoras de rádio e televisão pelo Brasil, que aumentou os investimentos na programação e na contratação de artistas.
Após a morte de Costa, em 1959, seu filho Victor Costa Júnior assumiu o controle da TV Paulista, que novamente passou por uma crise, fazendo com que ele vendesse a emissora e outras concessões de rádio e televisão para o jornalista e empresário Roberto Marinho em maio de 1965. A aquisição tornou a estação em filial da TV Globo, do Rio de Janeiro, ao mesmo tempo em que ocorria um processo gradual de mudança para o nome da emissora carioca. Em 1968, com sua sede, anteriormente transferida para o bairro Vila Buarque, atingida por um incêndio, transferiu-se para a Praça Marechal Deodoro, onde passou a produzir, como cogeradora da rede, programas jornalísticos, esportivos e de entretenimento. Em 1999, deslocou-se para o endereço atual.

## História

### TV Paulista (1952–1967)
A emissora foi inaugurada em 14 de março de 1952 como TV Paulista, em uma cerimônia comandada por Vera Nunes. Foi a segunda estação de televisão a entrar no ar em São Paulo e a primeira do país a não pertencer aos Diários Associados de Assis Chateubriand. O primeiro programa exibido pelo canal 5 foi a telenovela Helena (com apenas 10 capítulos), que foi ao ar minutos depois da inauguração. A emissora foi criada pelo deputado Oswaldo Ortiz Monteiro, que "repassou" o controle da emissora em 1955 à Organização Victor Costa.

Logotipo da emissora utilizado enquanto ainda se chamava TV Paulista.

A TV Paulista era a menor emissora de televisão (em espaço físico) de São Paulo: sua sede era apenas um pequeno apartamento do Edifício Liège, na Rua da Consolação, 2570, e os estúdios eram montados na garagem e num espaço para uma loja no térreo do mesmo prédio. A cozinha era o laboratório de revelação e a redação dos textos e do telejornal eram feitos na sala. Pouco depois, transferiu-se para a Rua das Palmeiras, no bairro de Santa Cecília.
Importantes nomes da televisão brasileira passaram pela emissora, como Hebe Camargo e Silvio Santos. De 1959 a 1961, a estação teve como diretor artístico Mario Brasini que escreveu e dirigiu a telenovela "Laura" e os programas: "A alma das coisas", "Estampas Eucalol", "Teledrama 3 Leões", "Boa noite, Carmela", entre outros. Foi também na TV Paulista que Silvio Santos se lançou como apresentador, com o programa Vamos Brincar de Forca.
Entre 1957 e 1966, a TV Paulista manteve afiliações de emissoras no interior de São Paulo. Foram afiliadas a TV Santos, entre 1957 e 1960, e a TV Bauru, entre 1960 e 1966. Enfrentando uma grave crise, a TV Paulista foi adquirida por Roberto Marinho em maio de 1965. Em dezembro de 1965, foi nomeado o diretor Roberto Montoro, que deu início à transição.
A programação foi reestruturada para que a emissora pudesse iniciar o processo de integração à TV Globo Rio de Janeiro, e obras foram iniciadas nas instalações. Os prédios foram utilizados para fundar o núcleo de jornalismo da Globo em São Paulo. No primeiro momento, o canal 5 operava como uma espécie de afiliada da emissora carioca.

### TV Globo Paulista / TV Globo São Paulo (1967–presente)
Em 24 de março de 1967, o nome TV Paulista foi abandonado e a emissora passou a ser chamada de TV Globo Paulista. Em 24 de março de 1968, após a transição, teve a nomenclatura novamente alterada, desta vez para TV Globo São Paulo.
Após um incêndio no prédio em que estava sediada, em 1969, a TV Globo São Paulo foi transferida para estúdios separados na Praça Marechal Deodoro, 340 e Avenida Angélica, 424, no mesmo bairro, imóvel alugado onde permaneceu durante trinta anos e onde eram produzidos programas como TV Mulher, Balão Mágico, Globo Rural e o Jornal da Globo (esse último a partir de 1993). Em 1970, a TV Globo tinha um escritório Comercial na Rua Canadá, no Jardim América, que mais tarde foi transferido para a Alameda Santos, onde também funcionava a Galeria Arte Global.

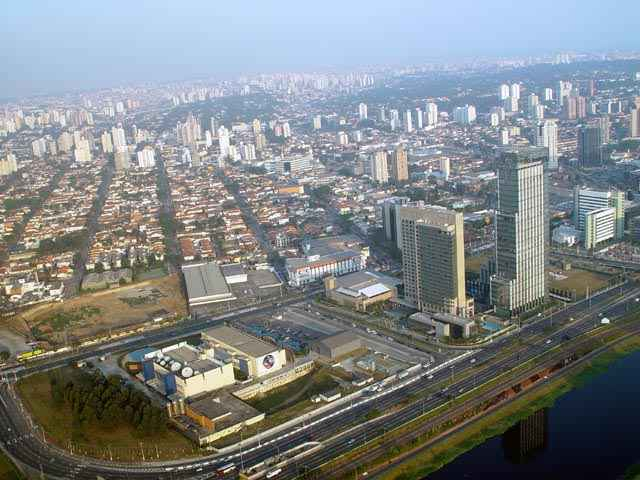
Instalações da emissora, em 2002.

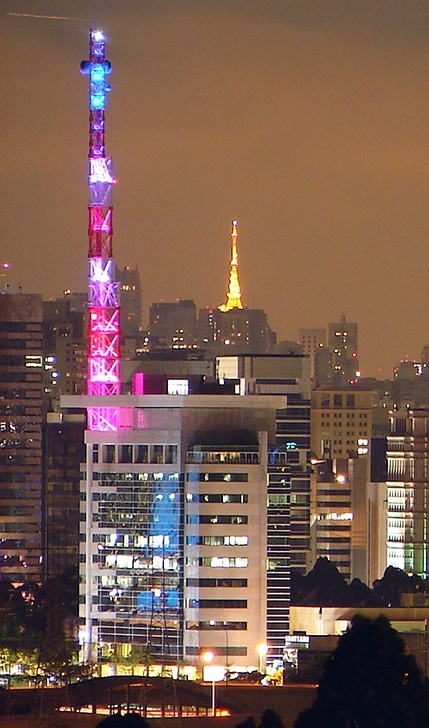
Edifício Jornalista Roberto Marinho, em 2009.

Em 29 de janeiro de 1999, a emissora mudou-se para dois novos prédios de médio porte especialmente projetados e construídos para geração de jornalismo e entretenimento, na Avenida Doutor Chucri Zaidan, 46, no bairro da Vila Cordeiro. O jornalismo passou a contar com dois estúdios de 400 m², além da ampla redação sem paredes que passou a ser cenário do Jornal da Globo. O Jornal Hoje também passou a ser produzido em São Paulo (permanecendo em estúdio até julho de 2001). A inauguração contou com a presença de autoridades, incluindo o então presidente da república Fernando Henrique Cardoso, acompanhado pelo então presidente do Congresso Nacional, o deputado federal Antônio Carlos Magalhães, além de ministros de estado e outros convidados.
Em outubro do mesmo ano, estreou o Mais Você, gerado de São Paulo até fevereiro de 2008, quando foi transferido para o Projac no Rio de Janeiro, regressando a São Paulo em fevereiro de 2021. Mais tarde, foi inaugurado o estúdio de shows com 600 m² para a gravação do Programa do Jô e posteriormente do Altas Horas. Em janeiro de 2004, alguns dos programas do Domingão do Faustão passaram a ser gravados em São Paulo, em domingos alternados.
Em 26 de abril de 2007, a emissora inaugurou ao lado dos seus estúdios o Edifício Jornalista Roberto Marinho, transferindo seu setor comercial do antigo escritório localizado na Alameda Santos. O novo edifício abriga no último pavimento um estúdio panorâmico com vista para a Ponte Octávio Frias de Oliveira, que é utilizado desde 12 de maio de 2008 nos telejornais locais da emissora e no Bom Dia Brasil.
Em dezembro de 2021, a Globo passou por uma reestruturação financeira que resultou na venda de suas instalações em São Paulo para a Vinci Partners. O valor da transação foi de R$ 522 milhões. Como parte do acordo, a Globo também estabeleceu um contrato de locação com os novos proprietários. O contrato, com duração inicial de 15 anos e possibilidade de prorrogação por mais 15 anos, estipula um aluguel mensal superior a R$ 4,7 milhões (totalizando R$ 57 milhões anuais). Com isso, a Globo passou a ser uma inquilina em suas antigas instalações, que agora também podem ser alugadas por outros locatários.
Em maio de 2023, a emissora passou por uma reestruturação interna que resultou na demissão de 20 funcionários como parte de uma estratégia para conter despesas e equilibrar suas finanças. As áreas afetadas por essa medida incluíram tecnologia, operações, esportes e jornalismo.

## Sinal digital
| Canal virtual | Canal digital | Resolução de tela | Programação                                         |
| ------------- | ------------- | ----------------- | --------------------------------------------------- |
| 5.1           | 18 UHF        | 1080i             | Programação principal da TV Globo São Paulo / Globo |

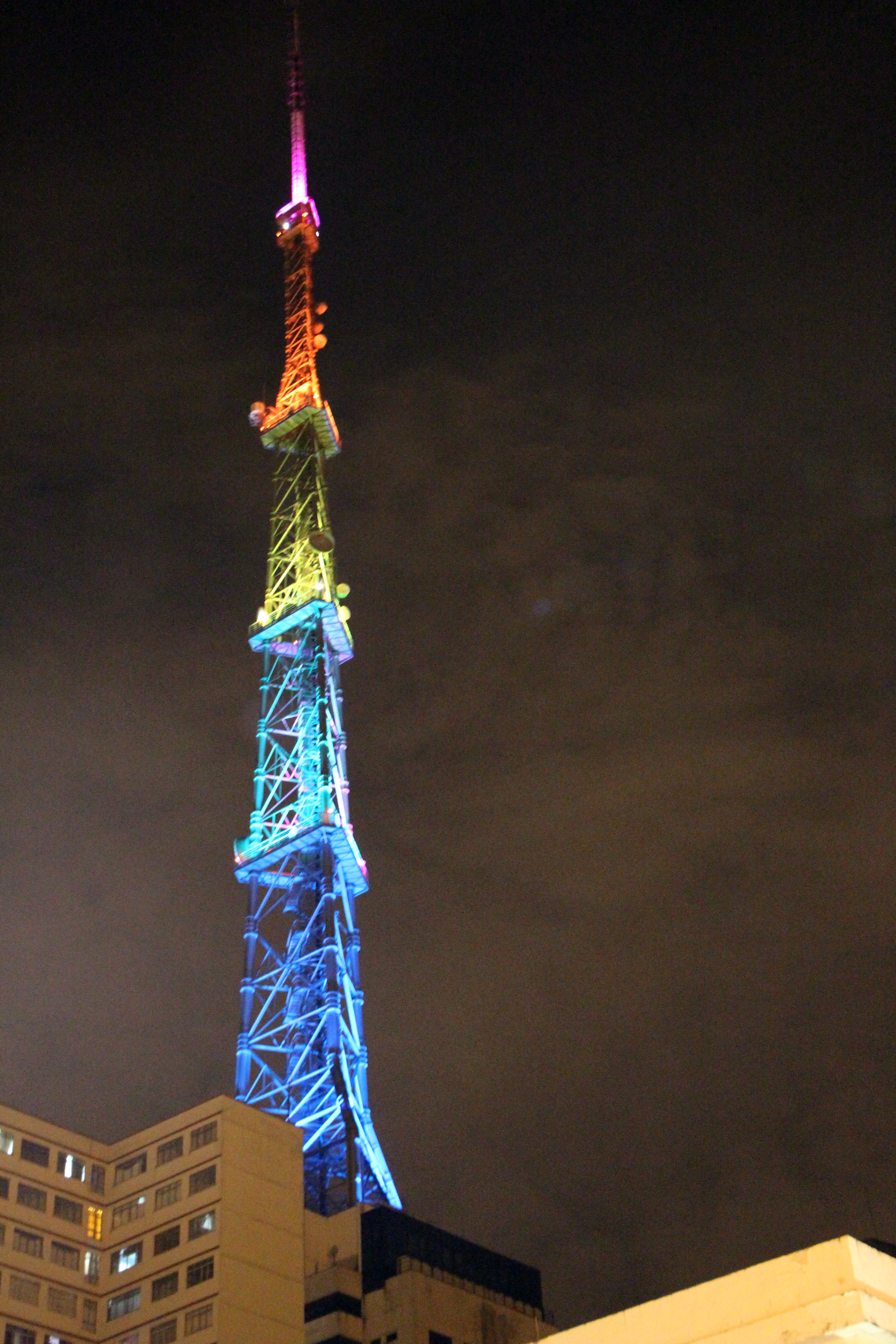
Torre digital da emissora, no alto do Edifício Trianon Corporate, em 2013.

A TV Globo São Paulo iniciou suas transmissões digitais em 2 de dezembro de 2007, dia do lançamento da televisão digital no Brasil, pelo canal 18 UHF. Para a nova tecnologia, a emissora construiu uma nova torre no alto do Edifício Trianon Corporate, no Espigão da Paulista, que contém uma iluminação especial com um espectro de cores igual ao do logotipo da emissora. Em 11 de novembro de 2013, seus telejornais locais passaram a ser exibidos em alta definição.
Transição para o sinal digital
Com base no decreto federal de transição das emissoras de TV brasileiras do sinal analógico para o digital, a emissora, bem como as demais da Região Metropolitana de São Paulo, cessou suas transmissões pelo canal 05 VHF em 29 de março de 2017, seguindo o cronograma oficial da ANATEL. O sinal foi cortado às 23h59, durante o Big Brother Brasil, e foi substituído pelo aviso do MCTIC e da ANATEL sobre o switch-off.

## Prêmios
Prêmio Vladimir Herzog
| Ano  | Categoria                         | Obra                                                                            | Autor | Resultado | Ref.   |
| ---- | --------------------------------- | ------------------------------------------------------------------------------- | --- | --------- | ------ |
| 2014 | Reportagem de TV (Menção Honrosa) | "Tortura na Fundação Casa"                                                      | Valmir Salaro e equipe | Venceu    | [ 19 ] |
| 2016 | Reportagem de TV                  | "Chacina em Osasco"                                                             | Monica Pinheiro | Venceu    | [ 20 ] |
| 2017 | Vídeo                             | "Quem sou eu?"                                                                  | Bruno Della Latta, Cláudio Guterres, Nunuca Vieira e Renata Ceribelli | Venceu    | [ 21 ] |
| 2019 | Vídeo                             | "70 anos da Declaração Universal dos Direitos Humanos – conquistas e fracassos" | Betina Anton, Renata Ribeiro, Rodrigo Alvarez, Ilze Scamparini, Carlos Gil, Tiago Eltz, Rômulo Nunes, Adejair Graciano, Cláudio Perricelli, Gabriel Larangeira, Diogo Dubiella, Marcos Aidar, Kunihiro Otsuka, Fabio Sermonti, Mario Câmera, Felippe Coaglio, Franklin Feitosa, Maurizio della Constanza, Chris Kosta, Jeferson Ferreira | Venceu    | [ 22 ] |

## Controvérsias

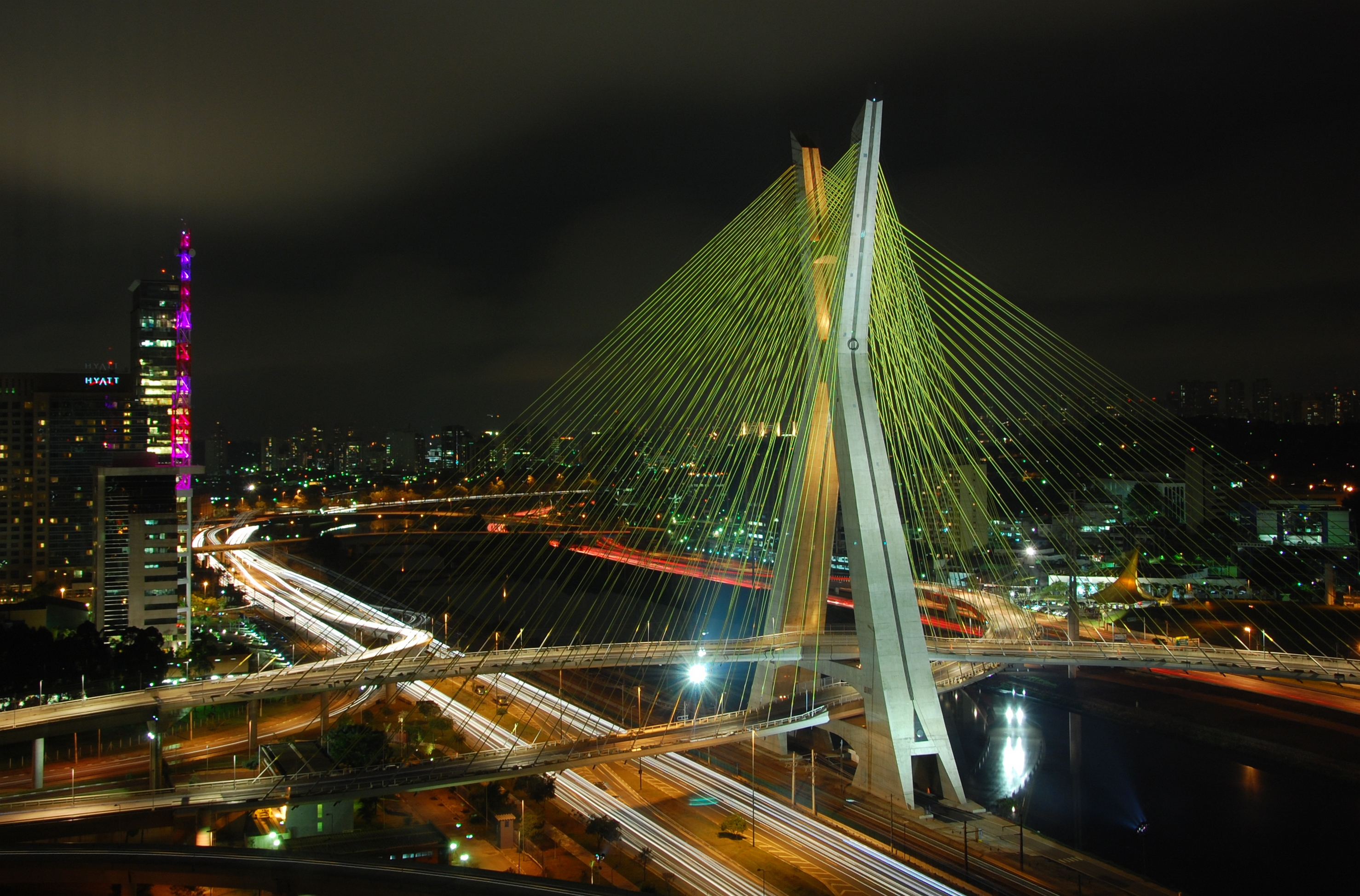
Ponte Octávio Frias de Oliveira, que serve como cenário dos telejornais locais da emissora no estúdio panorâmico

No dia 29 de janeiro de 1999, durante a inauguração da nova sede da TV Globo São Paulo, que contou com a presença de toda a cúpula do governo, Marluce Dias da Silva, principal executiva da Rede Globo, criticou duramente o secretário dos direitos humanos, José Gregori, do Governo FHC:
Em nenhum momento a Rede Globo consegue pensar na hipótese de qualquer tipo de controle externo ou governamental em relação a programação da TV.— Marluce Silva
A crítica foi feita alguns dias depois que Gregori anunciou que o governo pretendia implantar um modelo de controle de classificação etária nos horários que incluiria até censura à imprensa televisiva, na qual este o modelo proposto no início do segundo governo FHC, desrespeitava claramente a legislação imposta pela Constituição de 1988. Na época FHC foi acusado de querer pressionar redes de TVs brasileiras, com intuito de não exibir notícias negativas sobre o seu governo no aspecto de economia e casos de violência.

Em 2001, os herdeiros do fundador da emissora Oswaldo Ortiz Monteiro tentaram reverter judicialmente a venda da TV Paulista para Roberto Marinho, sob a alegação de que a transferência da emissora para as Organizações Victor Costa nunca teria sido regularizada - ou seja, Victor Costa Junior teria vendido a Roberto Marinho algo que não era legalmente seu. Alegaram ainda que haveriam 673 acionistas minoritários, que juntos detinham 48% do capital da empresa, e que teriam sido lesados - já que Roberto Marinho teria se apropriado de suas ações de modo "irregular" em 1975, declarando-os "mortos" ou "desaparecidos" no recadastramento societário. Após conturbada tramitação judicial, o espólio de Ortiz Monteiro perdeu em todas as instâncias judiciais e no dia 24 de agosto de 2010, o Superior Tribunal de Justiça (STJ) considerou válida a compra da TV Paulista por Roberto Marinho. A família Ortiz entrou com recurso no Supremo Tribunal Federal (STF), que no entanto não foi aceito.